# Lípa (stacja kolejowa)
Lípa – stacja kolejowa w miejscowości Lípa, w kraju Wysoczyna, w Czechach Znajduje się na wysokości 505 m n.p.m.
Na stacji nie ma możliwości zakupu biletów, a obsługa podróżnych odbywa się w pociągu.

## Linie kolejowe
- 237 Havlíčkův Brod - Humpolec